# Myzomela nigrita
El mielero negro (Myzomela nigrita) es una especie de ave paseriforme de la familia Meliphagidae endémica de Nueva Guinea y algunas islas menores circundantes.

## Distribución
El mielero negro se encuentra en la isla de Nueva Guinea y algunos de los archipiélagos circundantes como las islas Aru, Raja Ampat, Yapen, Entrecasteaux y Luisiadas. Su hábitat natural son los bosques húmedos tropicales.